# Gasselte
Gasselte est un village néerlandais situé dans la commune d'Aa en Hunze, en province de Drenthe. Au 1er janvier 2020, il compte 1 900 habitants.

## Histoire
Jusqu'au 1er janvier 1998, Gasselte constitue une commune indépendante. À cette date, la commune de Gasselte est assemblée avec celles de Rolde, de Gieten et d'Anloo pour former la nouvelle commune d'Aa en Hunze.

## Galerie

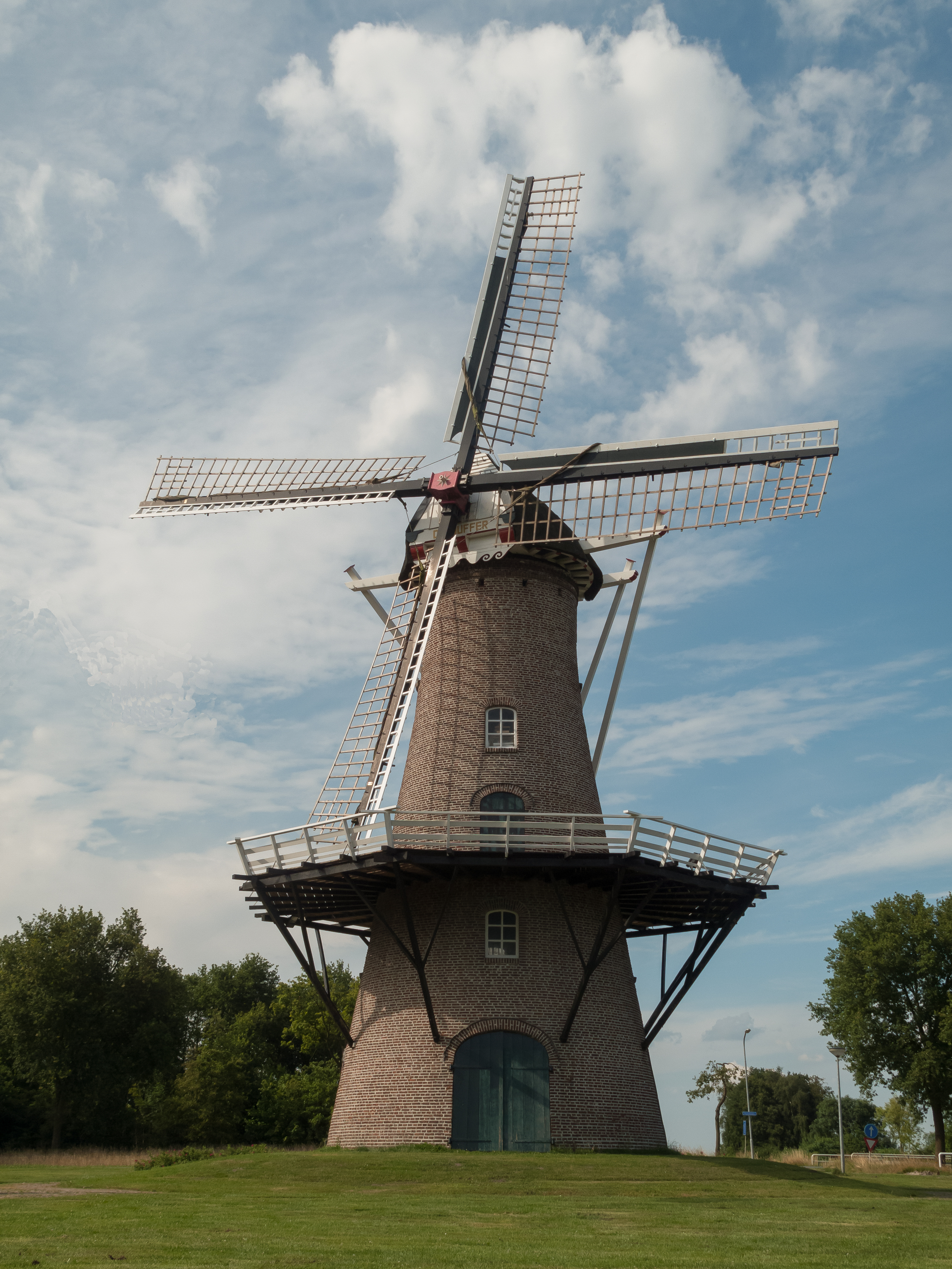
Moulin : Korenmolen de Juffer.
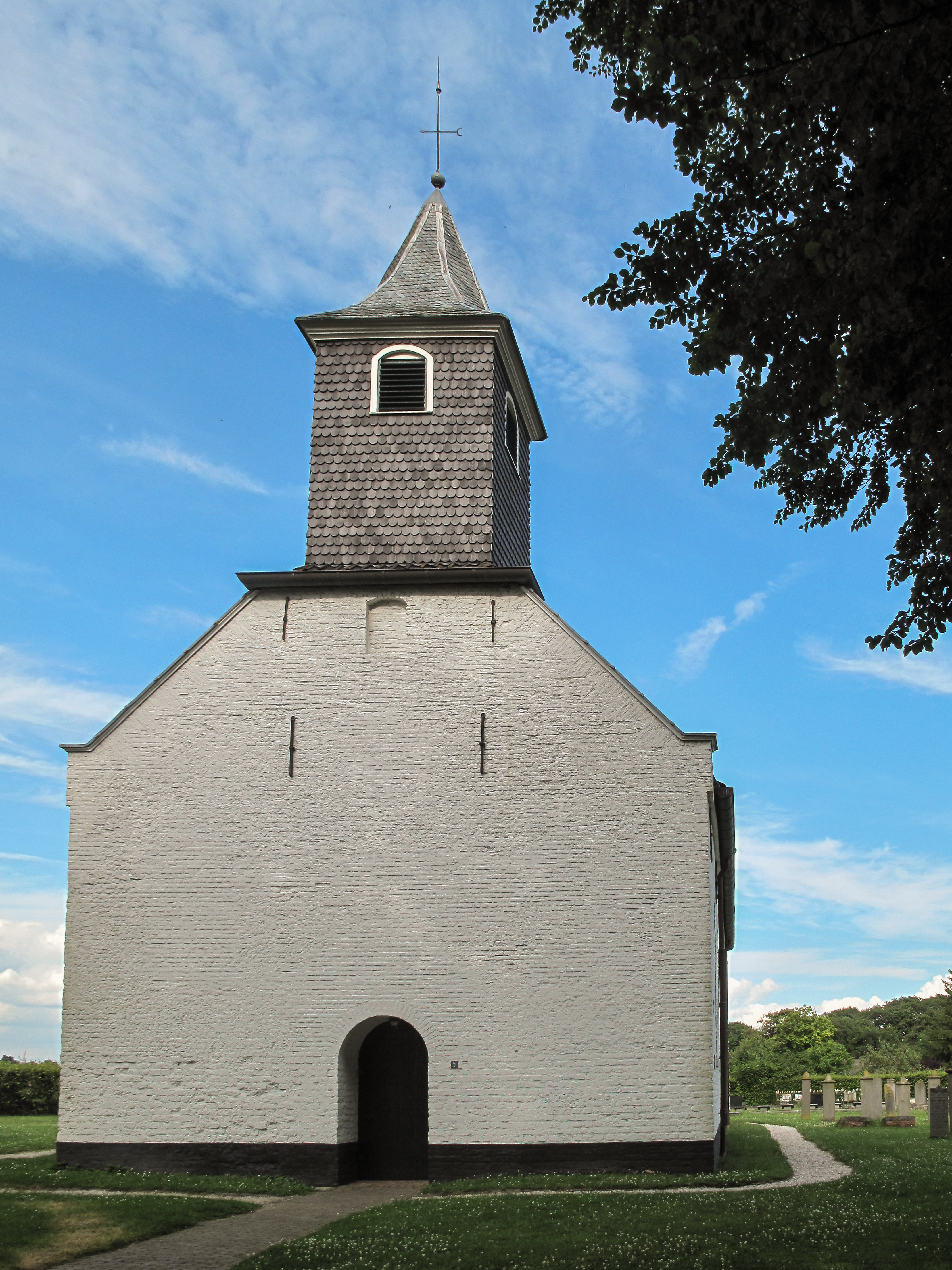
Église protestante.